# Timber (Pitbull)
Timber è un singolo del rapper statunitense Pitbull, pubblicato il 7 ottobre 2013 come primo estratto dal terzo EP Meltdown.
La canzone ha visto la collaborazione della cantante statunitense Kesha, in seguito accreditata come artista principale a partire dall'agosto 2024.

## Descrizione
Il brano, che include un sample di San Francisco Bay di Lee Oskar, è stato prodotto da Dr. Luke, Cirkut e Sermstyle.

## Successo commerciale
Il brano ha debuttato il 7 ottobre 2013 alla posizione numero 67 della Irish Singles Chart. La settimana successiva, la canzone salì alla posizione numero 19. In Austria, Timber debuttò alla posizione numero 69 della classifica austriaca il 18 ottobre 2013. In Germania, la canzone partì dalla posizione numero 90 il 18 ottobre 2013 nella German Singles Chart. La canzone debuttò nella Billboard Hot 100 il 17 ottobre 2013 alla posizione numero 49. Nella Billboard Canadian Hot 100 alla posizione numero 17 come più alto debutto settimanale.

## Video musicale
Il 31 ottobre 2013, Pitbull scrive sul suo account di Twitter che sono in corso le riprese del videoclip insieme a Kesha, mentre il 5 novembre 2013 quest'ultima posta un'immagine del set del video su Instagram. Il video ufficiale ruota attorno ai bagordi organizzati dalla cantante, la quale veste i panni della proprietaria di un saloon, che movimenta ammaliando gli avventori insieme ad altre ragazze vestite con pantaloncini di jeans che ballano e rovesciano cocktail addosso ai clienti.
Il video ha ottenuto un grande successo su YouTube e il 28 gennaio 2018 raggiunge il traguardo di un miliardo di visualizzazioni.

## Classifiche

### Classifiche settimanali
| Classifiche (2013-14) | Posizione massima |
| --------------------- | ----------------- |
| Australia             | 1                 |
| Austria               | 1                 |
| Belgio (Fiandre)      | 4                 |
| Belgio (Vallonia)     | 5                 |
| Canada                | 1                 |
| Danimarca             | 1                 |
| Finlandia             | 1                 |
| Francia               | 8                 |
| Germania              | 1                 |
| Giappone              | 4                 |
| Irlanda               | 2                 |
| Italia                | 7                 |
| Lussemburgo           | 3                 |
| Norvegia              | 1                 |
| Nuova Zelanda         | 3                 |
| Paesi Bassi           | 3                 |
| Repubblica Ceca       | 3                 |
| Slovacchia            | 8                 |
| Spagna                | 6                 |
| Stati Uniti           | 1                 |
| Stati Uniti (Pop)     | 6                 |
| Svezia                | 1                 |
| Svizzera              | 3                 |

### Classifiche di fine anno
| Classifica (2014) | Posizione |
| ----------------- | --------- |
| Italia            | 12        |

### Classifiche di fine decennio
| Classifica (2010-19) | Posizione |
| -------------------- | --------- |
| Stati Uniti          | 90        |